# Bert-Johnny Nilsson
Bert Jonnie Nilsson, född 18 februari 1934 i Kristianstad, Kristianstads län, död 6 maj 2004 i Åhus församling, Skåne län var en svensk grafiker och tecknare.

## Biografi
Nilsson utbildade sig vid Grafikskolan Forum i Malmö för Bertil Lundberg. Han bodde och hade ateljé i Åhus. Separat ställde han ut på Malmö museum, Lunds konsthall och Stockholm, samt internationellt i Paris, Bryssel, Washington, Varden och Åhus Danmark. 
Han blev internationellt uppmärksammad med sina tidiga målningar med erotisk-surrealistiska motiv med stympade och bloddrypande, blekt sköna kvinnokroppar, som med sin dystert förnäma färg och inramning skapade en stämning av skräckteater som provocerade många betraktare. Senare arbeten består av kosmiska bilder med visioner av en katastrofhotad framtid för jorden. Nilsson är representerad vid Moderna museet i Stockholm, Malmö museum och Västerås konstmuseum, Norrköpings konstmuseum och Ystads konstmuseum.